# Most Significant Change
The Most Significant Change (MSC) är en metod utvecklad av Rick Davies på 1990-talet för att utvärdera stora sociala förändringsprocesser.
Metoden bygger främst på deltagarnas egna berättelser och lämpar sig bra som utvärderingsverktyg för utvecklingsprojekt inom bland annat jordbruk, utbildning och hälsa.
Processen involverar insamlandet och kategoriserandet av så kallade signifikanta berättelser om förändring. Berättelserna utgår från ett gräsrotsperspektiv varefter de, i sökandet efter projektets direkta påverkan, filtreras genom ett systematiskt urval av intressenter och personal inom ansvarig organisation.

## Historia
The Most Significant Change-metoden utvecklades 1996 av Rick Davies vid Swansea University som en del i fältarbetet inför hans doktorsavhandling om organisatoriskt lärande.
Most Significant Change-metoden togs fram som ett svar på några av de utmaningar som ofta förknippas med övervakning och utvärdering av ett komplexa utvecklingsprogram.
Metoden tillämpades först på ett utvecklingsprogram som The Christian Commission for Development (CCDB) ansvarade för på landsbygden i Bangladesh. CCDB är en enskild organisation som 1996 hade över 500 anställda och samarbetade med fler än 46 000 människor.
Det storskaliga i projektet samt dess flexibla natur av aktiviteter skapade svårigheter i utvecklandet av trovärdiga och pålitliga system för övervakning och utvärdering.

## Om namnet
Most Significant Change-metoden har under årens lopp benämnts med olika namn. Monitoring-Without-Indicators var ett namn som länge ansågs passande då MSC inte använder sig av fördefinierade indikatorer. En annan beteckning som använts var The 'story' approach, då svaren på den centrala frågan som rör förändringsprocessen, återges ofta som just berättelser. År 2000 enades man om att använda beteckningen The Most Significant Change då denna på ett tydligt sätt återspeglar en av de mest fundamentala aspekterna av metoden; insamlandet och den systematiska analysen av signifikanta förändringsprocesser. 

## Relaterade metoder
En närliggande forskningsmetod till Most Significant Change är Critical-Incident metoden (Critical Incident Technique, CIT) som på ett kvalitativt sätt syftar till att beskriva verkligheten precis som den är. Critical-Incident metoden består av ett antal metoder för insamlandet av direkta observationer av människors handlingar. De olika tillvägagångssätten är tänkta att användas så att största möjliga praktiska nytta kan härledas ur observationerna.
Critical-Incident metoden fokuserar på det specifika som endast informanterna själva kan redogöra och påminner på så vis till stor del om Most Significant Change insamlande av signifikanta berättelser.
Kritiska (critical) händelser definieras som beskrivningar av handlingar och handlingssätt som man själv varit med om. För att definieras som kritisk måste den refererade händelsen ha varit av avgörande art. 
En annan närliggande metod som ofta används i utvecklingssamarbete är Appreciative Inquiry (AI). Appreciative Inquiry består av olika tillvägagångssätt att studera organisatorisk förändring och samhällsutveckling.  Primärt fokuserar metoden på vad som fungerar väl i en organisation och hur detta kan maximeras. 
Till skillnad från Most Significant Change är dock inte Appreciative Inquiry en pågående process. Likaså ställer Appreciative Inquiry sitt fokus på framtiden medan Most Significant Change mer fokuserar på viktiga förändringsprocesser här och nu. Most Significant Change använder sig också av en systematisk urvalsprocess vilket Appreciative Inquiry inte gör.